# 1,1,2-Трифтор-2-хлорэтилен
1,1,2-Трифтор-2-хлорэтилен — относится к фторолефинам — алкенам, в которых один или несколько атомов водорода замещены атомами фтора. Является непредельным фторорганическим соединением и служит в качестве мономера (Мономер-3) для производства фторкаучука СКФ-32 — сополимера с Мономером-2.

## Свойства

### Физические свойства
Бесцветный газ. Очень плохо растворим в воде, и хорошо — в органических растворителях. Токсичное вещество, все работы с которым проводятся с эффективной вентиляцией. В расплаве имеет высокую вязкость, поэтому трудно перерабатывается литьём под давлением. С воздухом в концентрации 28,5—35,2 % образует взрывоопасные смеси.
Хранят в стальных баллонах; для предупреждения самопроизвольной полимеризации вводят ингибиторы (1 %) — трибутиламин или дипентен.

### Химические свойства
Мономер-3 сравнительно легко полимеризуется при повышенной температуре и умеренном давлении в присутствии перекисных катализаторов. Под влиянием других инициаторов радикальных реакций, например облучения, образуется полимер с более высоким молекулярным весом. При хранении газообразного мономера на свету часто наблюдается медленная самопроизвольная полимеризация. Основным промышленным способом получения политрифторхлорэтилена является водно-эмульсионная полимеризация в присутствии персульфата аммония или калия, а также перекиси бария или цинка.
Трифторхлорэтилен легко гидролизуется водой и взаимодействует с кислородом воздуха, особенно в присутствии воды.

## Получение
Трифторхлорэтилен можно получать пиролитическим дегидрохлорированием 1,1,2-Трифтор-2,2-дихлорэтана на контакте, в качестве которого используют битое стекло, при температуре 560—575 °С:
{\displaystyle {\mathsf {CHF_{2}CFCl_{2}\rightarrow CF_{2}CFCl+HCl}}}
Другая реакция основана на дегалогенировании 1,1,2-Трифтор-1,2,2-трихлорэтана порошкообразным цинком в среде кипящего абсолютного спирта:
{\displaystyle {\mathsf {CClF_{2}CFCl_{2}+Zn\rightarrow ZnCl_{2}+CF_{2}CFCl}}}
Вместо спирта можно применять безводный диоксан, глицерин или целлозольв.

## Применение
Применяется, главным образом, для производства политрифторхлорэтилена (сополимера мономера-3 с мономером-2), а также как охладитель в производственных процессах при низкой температуре.